# Doane Perry
Doane Ethredge Perry (Mount Kisco, Nova York, 16 de junho de 1954) é um baterista estadunidense. 
Já trabalhou como músico de sessão para artistas como Lou Reed, Bette Midler, Martha and the Vandellas e Peter Cetera, entre outros. Foi integrante do Jethro Tull de 1984 até o fim da banda em 2011.